# 前頭極
前頭極（ぜんとうきょく、英：Frontal pole）は、大脳の一番前方の部分のことを指す言葉。前頭前皮質の一部で、前頭葉の一番前方の部分にあたる。細胞構築学的な分類ではブロードマン領野の10野におおよそあたる。
前頭極の機能的側面はまだ解明されていない部分が多いが、局所脳血流量（rCBF）の変化の測定から、将来の予測や来週の計画を立てることなど「未来について考えること」と関わるとする報告、またサルを使った実験から、「過去に自分が行った決断（意思決定）を評価すること」と関わるとする報告などがある。

## 画像

前頭極の位置を様々な角度から見たアニメーション。赤色で示すところが前頭極。
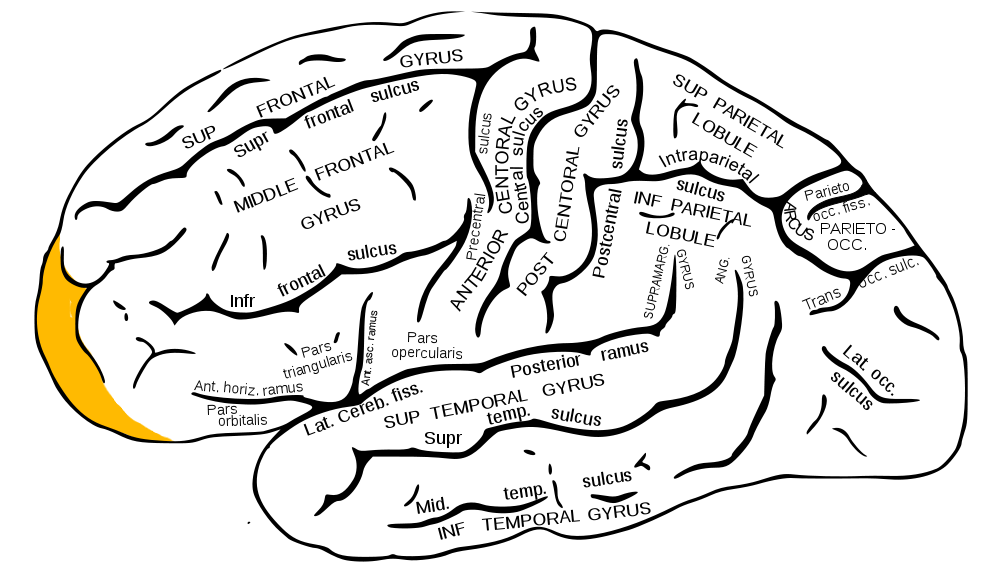
ヒト左大脳半球の外側面。オレンジ色のところが前頭極。
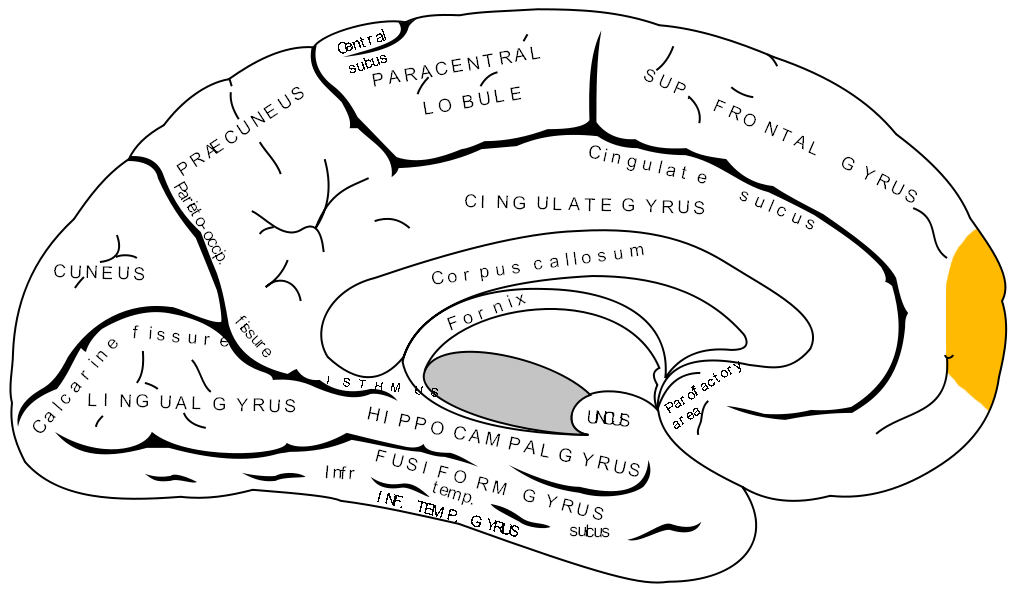
ヒト左大脳半球の内側面。
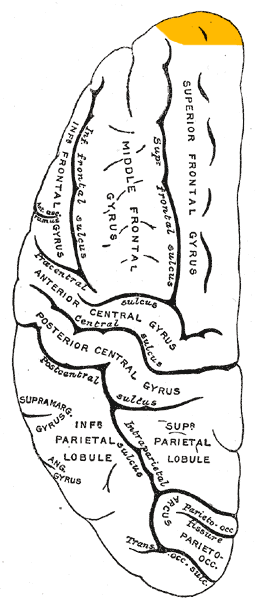
ヒト左大脳半球の外側面。上から見た所。
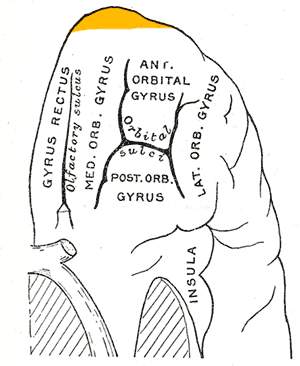
ヒト左大脳半球の眼窩部。下から見た所。
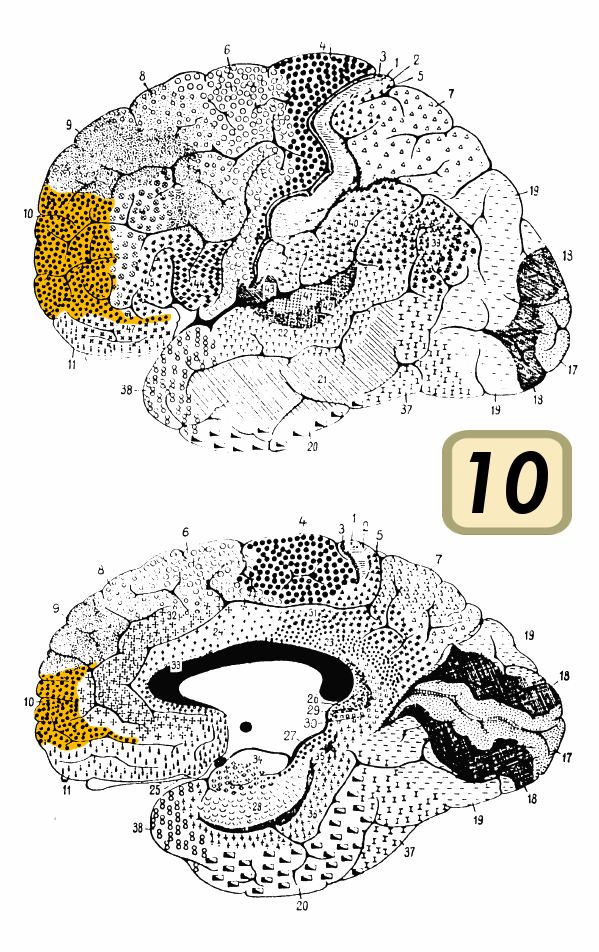
ブロードマンの脳地図における10野。上が外側面、下が内側面。
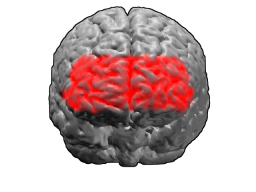
同じくブロードマンの脳地図における10野。大脳を前方正面から見た状態。